# Pet Shop Boys – Der Film
It Couldn’t Happen Here (in Deutschland auch als Verleihtitel Pet Shop Boys – Der Film) ist ein britischer Musikfilm unter Regie von Jack Bond aus dem Jahr 1988. In den Hauptrollen agierte das britische Pop-Duo Pet Shop Boys, deren Lieder einen wesentlichen Bestandteil des surrealistisch geprägten Filmes ausmachen. Das Projekt begann ursprünglich als längeres Musikvideo und weitete sich dann zu einem Kinofilm aus.

## Handlung
Der Film hat weniger eine konsistente Handlung, vielmehr schickt er Neil Tennant und Chris Lowe auf eine Reise durch England, auf der sie verschiedenen exzentrischen Charakteren und außergewöhnlichen Situationen begegnen. Zunächst fährt Tennant mit seinem Fahrrad an einer verödeten englischen Strandpromenade entlang und hört sich von einem schimpfenden Postkarten-Verkäufer an, wie früher alles hier besser gewesen sei und die Politiker an allem Schuld seien. Unterdessen legt sich Chris Lowe mit seiner wichtigtuerischen Pensionswirtin an, flüchtet aus dem Haus und wird von einer Gruppe Hells Angels verfolgt. Später treffen er und Neil sich und kaufen gemeinsam ein Auto, mit dem sie durch die englische Landschaft fahren.
Neil Tennant erinnert sich an seine Kindheit, in der er und Chris vor einem autoritären Priester weggelaufen sind und sich im Freizeitpark vergnügt haben. Später begegnen sie einem Anhalter im Priester-Outfit und mit hochhackigen Schuhen. Im Radio hören sie die Beschreibung eines Serienmörders, die auf diesen Mann passt, der seine Messer bereits auf dem Rücksitz wetzt und zusammenhangslose Dinge redet. Letztlich bittet er aber, aus dem Auto gelassen zu werden, und die beiden Jungs bleiben unbeschadet. 
Die beiden besuchen ein Cafe, in dem ein Pilot verzweifelt auf einem Computerspiel zwei durch null zu teilen versucht, während ein anderer Cafegast mit seiner Handpuppe über das Sein und ein Nichtsein einer Teekanne existenzialistische Theorien entwirft. Später sieht man, wie der Pilot sich verzweifelt einen Reim auf die Teekannen-Philosophien der Puppe zu machen versucht. Schließlich besteigt er sein Flugzeug und beschießt das Auto von Neil und Chris, die gerade durch die englische Landschaft fahren, doch diese bleiben wie durch ein Wunder komplett unbeschadet.
An einer Tankstelle treffen die beiden auf randalierende Jugendliche, die ihnen freundlich die Tür öffnen. Neil telefoniert mit seiner Mutter und verletzt sich dabei an einer beschädigten Glasscheibe, sodass Blut hervortritt. An einem Bahnhof treffen sie auf ein Zebra, das von zwei zebragesichtigen Männern in einen Transportwagen gebracht wird. Sie steigen in einen anderen Transportwagen Richtung London und haben in diesem eine Begegnung mit einer Schlange. Am Bahnhof Paddington treffen sie auf eine Szenerie wie aus dem Zweiten Weltkrieg mit lauter Soldaten. Sie besteigen eine Limousine, in der der Chauffeur ausgiebig aus John Miltons Paradise Lost zitiert, während sie durch eine verbombte Landschaft fahren. Schließlich kommen zu einem Nachtclub und geben dort ein eher surrealistisches Konzert.

## Enthaltene Lieder
Die Lieder im Film stammen, bis auf eine Ausnahme, aus den ersten beiden Alben Please und Actually. Sie erklingen in ihrer Originalform, als Hintergrundmusik oder werden direkt von den Figuren gesungen.
- "It Couldn't Happen Here" (aus Actually)
- "Opportunities (Let's Make Lots of Money)" (aus Please)
- "Hit Music" (aus Actually)
- "It’s a Sin" (aus Actually)
- "What Have I Done to Deserve This?" (aus Actually)
- "Love Comes Quickly" (aus Please)
- "Rent" (aus Actually)
- "West End Girls" (aus Please)
- "Always on My Mind" (1987 zunächst eigenständig veröffentlicht und damit weder auf Actually und Please, dafür später auch auf dem Album Introspective herausgebracht)
- "Two Divided by Zero" (aus Please)
- "King's Cross" (aus Actually)
- "One More Chance" (aus Actually)
- "I Want to Wake Up" (aus Actually)
- "Suburbia" (aus Please)

## Rezeption
Der Film war ein kommerzieller Misserfolg und stieß nur auf verhaltene Kritiken. Tennant und Lowe spekulierten Ende 1988 darüber:
[Tennant:] „Es war wie ein Film von Ken Russell; und heute gibt es keinen unmodischeren Filmemacher als ihn. Heutzutage erwarten Leute, alles verstehen zu müssen. Vor zwanzig Jahren hätten Leute den Film für herrlich befunden, weil sie nicht die geringste Idee gehabt hätten, was darin passierte. Wenn es nun ein Film über Geschichte der Pet Shop Boys gewesen wäre, wie sie sich in einem Elektronikladen an der Kings Road kennengelernt hätten, einige Demos machten und berühmt werden und schließlich reich auf der Nummer eins in den USA mit den West End Girls landen...“ [Lowe:] „Und dann der nachlassende Erfolg, und dann das Comeback mit einem großen Hitsong am Ende, das hätte funktioniert, denkst du nicht?“
Der Filmdienst schrieb: „Ein versponnener Film, der in einer Mischung aus skurrilen Einfällen, Wirklichkeits-Zitaten und melancholischer Bebilderung der Erfolgssongs vor allem Anhänger und Fans interessieren wird.“
Kerstin Dreyer von der taz meinte anlässlich der deutschen Kinoaufführung, der Film sei „gar nicht schlecht, nur die Musik stört irgendwie, obwohl die eigentlich auch gar nicht ganz so schlecht ist.“ Jack Bonds surrealistische und sehr britische Charaktere, an denen mal seine frühere Zusammenarbeit mit Salvador Dalí noch erkennen könne, seien durchaus einen eigenen Film wert. Das Problematische sei, dass es trotz sichtlichen Bemühens nur selten gelänge, „Bild und Songtexte aufeinander zu beziehen, (...) höchstens einmal im Disput zwischen Neil Tennant und der bigotten Pensionswirtin Barbara Windsor“.

## Ausgaben
- It Couldn't Happen Here. British Film Institute, 2020. Veröffentlichung auf DVD und Blu-Ray mit zahlreichen Extras.